# Scream in Blue: Live
Albums de Midnight Oil
Blue Sky Mining
(1990) Earth and Sun and Moon
(1993)
Singles
1. Sometimes
Sortie : 1992

Scream In Blue: Live est un album live du groupe de rock australien Midnight Oil sorti le 5 mai 1992.
Il contient 12 titres joués lors de concerts entre 1982 et 1990 et un titre bonus enregistré en studio: une version acoustique de Burnie dont la version originale figure sur l'album Place without a Postcard.
Le groupe joue nettement plus électrique que sur les albums studio. Dans sa chronique dans le numéro de Best de juin 1992, Hervé Picart parle d'un « live indispensable qui révèle mieux que tous les autres disques la rage viscérale du groupe et sa véritable nature punk ».

## Liste des titres
| No  | Titre                           | Auteur                                              | Durée |
| --- | ------------------------------- | --------------------------------------------------- | ----- |
| 1.  | Scream in Blue                  | - Peter Garrett - Jim Moginie - Martin Rotsey       | 2:56  |
| 2.  | Read About It                   | - Garrett - Rob Hirst - Moginie                     | 3:52  |
| 3.  | Dreamworld                      | - Garrett - Hirst - Moginie                         | 3:42  |
| 4.  | Brave Faces                     | - Garrett - Moginie                                 | 5:00  |
| 5.  | Only the Strong                 | - Hirst - Moginie                                   | 5:41  |
| 6.  | Stars of Warburton              | - Garrett - Moginie                                 | 5:04  |
| 7.  | Progress                        | - Garrett - Moginie                                 | 6:17  |
| 8.  | Beds Are Burning                | - Garrett - Hirst - Moginie                         | 4:05  |
| 9.  | Sell My Soul                    | - Garrett - Moginie                                 | 4:10  |
| 10. | Sometimes                       | - Garrett - Hirst - Moginie                         | 3:29  |
| 11. | Hercules                        | - Garrett - Hirst - Moginie                         | 4:57  |
| 12. | Powderworks                     | - Garrett - Hirst - Andrew James - Moginie - Rotsey | 5:50  |
| 13. | Burnie (titre bonus acoustique) | - Garrett - Moginie                                 | 5:04  |

Notes
- Titre 1 enregistré au Horden Pavillon, Sydney, 1984
- Titres 2, 3, 6, 9 et 11 enregistrés au Boondall Centre, Ville de Brisbane, 1990
- Titres 4, 5 et 12 enregistrés au Capitol Theatre, Sydney, 1982
- Titre 7 enregistré sur la Sixième Avenue à New York devant l'Exxon Building, 1990
- Titres 8 et 10 enregistrés à Darlinghurst, Nouvelle-Galles du Sud lors d'un concert en faveur du Rapport Brundtland (Our Common Future), 1989

## Composition du groupe
- Peter Garrett : chant, harmonica diatonique
- Bones Hillman : basse, chœurs
- Martin Rotsey : guitares, chœurs
- Jim Moginie : guitares, claviers, chœurs
- Rob Hirst : batterie, chœurs

- Peter Gifford : basse, chœurs sur les titres 1, 4, 5 et 12

Musiciens additionnels :
- Dave Clarringbold : guitare acoustique sur le titre Beds are Burning
- Garfield, Jeremy Smith, Jack Howard, Michael Waters, Glad Reed et Kathy Wemyss : cuivres

## Classements hebdomadaires
| Classement (1992)              | Meilleure place |
| ------------------------------ | --------------- |
| Allemagne (Media Control AG)   | 37              |
| Australie (ARIA)               | 3               |
| Autriche (Ö3 Austria Top 40)   | 30              |
| Canada (Canadian Albums Chart) | 60              |
| États-Unis (Billboard 200)     | 141             |
| France (IFOP)                  | 7               |
| Nouvelle-Zélande (RIANZ)       | 28              |
| Pays-Bas (Mega Album Top 100)  | 73              |
| Suède (Sverigetopplistan)      | 42              |
| Suisse (Schweizer Hitparade)   | 28              |

## Certifications
| Pays             | Certifications | Unités certifiées |
| ---------------- | -------------- | ----------------- |
| Australie (ARIA) | Platine        | 70 000            |